# William deVry
William deVry (Montréal, 20 aprile 1968) è un attore canadese.

## Biografia
Ha preso parte a numerose serie TV tra cui la soap opera La valle dei pini dal 2003 al 2004 nel ruolo di Michael Cambias.
Dal 2006 al 2008 ha interpretato il ruolo di Storm Logan nella soap opera Beautiful. Dal 2012 interpreta il ruolo del Dott. Soreson nella serie tv statunitense Beauty and the Beast.

## Filmografia parziale

### Cinema
- Once in a Blue Moon, regia di Philip Spink (1995)
- The Outsider, regia di Brian A. Miller (2014)

### Televisione
- SeaQuest - Odissea negli abissi (SeaQuest DSV) - serie TV (1994)
- Sentinel (The Sentinel) - serie TV (1996)
- Poltergeist (Poltergeist: The Legacy) - serie TV (1996)
- Volcano: Fire on the Mountain - film TV (1997)
- Viper - serie TV (1997)
- Dead Man's Gun - serie TV (1997)
- Convictions - film TV (1997)
- In difesa dell'assassino - film TV (1998)
- The Long Way Home - film TV (1998)
- Nash Bridges - serie TV (1998)
- The Lost World - serie TV (1999)
- Nothing Too Good for a Cowboy (1999)
- Cold Squad - Squadra casi archiviati (Cold Squad) - serie TV (1999)
- First Wave (1999)
- Oltre i limiti (The Outer Limits) - serie TV (2000)
- Pianeta Terra - Cronaca di un'invasione (Earth: Final Conflict) - serie TV (1998)
- Beggars and Choosers - serie TV (2000)
- So Weird - Storie incredibili (So Weird) - serie TV (2001)
- Dream Storm - film TV (2001)
- Stargate SG-1 - serie TV (2001)
- Port Charles - soap opera (2002)
- The Twilight Zone - serie TV (2002)
- Wildfire 7: The Inferno, regia di Jason Bourque - film TV (2002)
- La valle dei pini (All My Children) - soap opera (2003)
- Double Cross, regia di George Erschbamer - film TV (2006)
- Godiva's - serie TV (2006)
- Beautiful (The Bold and the Beautiful) - serie TV (2006)
- Castle - serie TV, episodio 5x19 (2013)

## Doppiatori italiani
Nelle versioni in italiano delle opere in cui ha recitato William deVry è stato doppiato da:
- Fabrizio Russotto in Castle
- Gianluca Musiu in NCIS - Unità anticrimine
- Sergio Lucchetti in NCIS: Los Angeles